# 솔트룩스

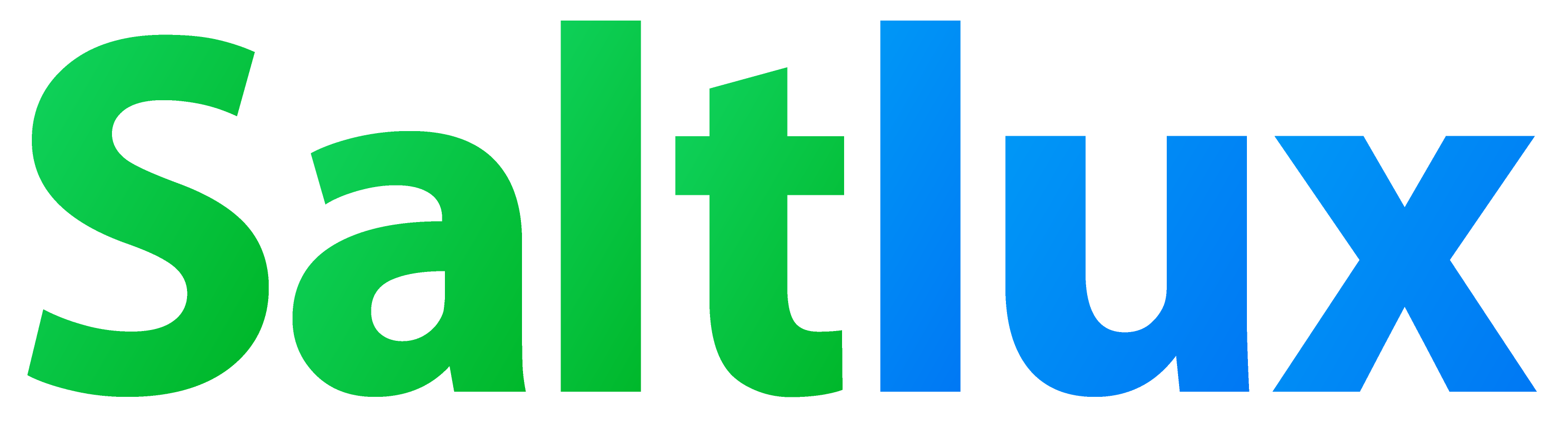
솔트룩스의 로고.

솔트룩스(Saltlux)는 인공지능과 빅데이터 플랫폼과 지능형 서비스를 제공해온 한국의 인공지능, 데이터 과학 분야 기업이다.
AI 유럽연합(EU) 연구 프로그램 FP7의 ‘LARKC PR0JECT’에 2007년 참여하기도 했다. 2O16년에는 인공지능 플랫폼 아담을 출시했다.
솔트룩스는 인공지능, 데이터 과학 주요 비정형 빅데이터 분석 및 시맨틱 분야 제품군에 대한 GS(Good Software)인증 및 행정 업무용 SW 인증을 확보하여 신소프트웨어 상품 대상 및 대통령상을 수상한 바 있다.
일본의 IT 행사인 인터롭 토쿄에서 그랑프리를 수상, 2O12 국제 시맨틱 챌린지 대회에서 시맨틱 소셜 분석 엔진으로 우승하였다. 미국 및 유럽의 기업 및 연구 단체들과 공동 연구 및 협력을 하고 있다.

## 자연언어처리 분야
2016년 출시된 아담은 대한민국 최초로 상용화된 인공지능 플랫폼으로, 아시아 최대 규모의 지식 베이스를 내장하고 지식, 언어, 시각 인지 등 60여 API를 제공하고 있다.
솔트룩스는 이러한 아담을 기반으로 개발한 아담 어시스턴트를 통해 인간 수준의 고객 대응이 가능한 AI 고객 상담 시스템을 구축했다. 아담 어시스턴트는 현재 NH농협은행 상담원 지원 시스템, 우리은행 위비봇, 한국식품안전관리인증원 AI 기반 HACCP 기술 상담 등으로 활용되고 있다.
또한 2018년에는 AI 대화 시스템인 아담 톡봇을 출시했다.
그리고 2018년 12월 17일에 개최된 제 13회 SAC(Saltlux Annual Conference) 2018에서 인공지능 EVA를 선보였다.

## 2019년 코스닥 진출 선언
KT, 신한은행, 한국투자증권, 현대기술투자, 테크로스 등으로부터 시리즈 B와 시리즈 C의 그룹 투자를 통해 국내 AI 기업 최대 규모인 320억 원의 투자 유치를 완료했다. 지난 3년 간 성장하고 있는 솔트룩스는 이번 신규 투자를 통해 혁신적 신사업 추진과 글로벌 기술 경쟁력 확보, 공격적 해외 사업 확대에 집중할 예정이라고 밝혔다. 이를 위해 솔트룩스는 미국과 베트남 현지 법인의 영업 확대 뿐 아니라 국제 조인트 벤처 설립과 두 건 이상의 M&A를 추진 중이다.
솔트룩스는 지난 10년간 누적 200억 원 이상의 자체 R&D 투자를 추진해 왔으며 이를 통해 120건 이상의 AI 관련 특허를 출원, 지식 재산권을 보유하고 있다. 이미 60건 이상의 등록 특허를 보유하고 있다.